# Bohdan Shershun
Bohdan Shershun (en ucraniano: Богдан Миколайович Шершун; Khmelnytskyi, RSS de Ucrania, 14 de mayo de 1981-Bélgica, 8 de enero de 2024) fue un futbolista ucraniano que jugó en la posición de defensa central.

## Carrera

### Club
| Periodo   | Club                                  | Apariciones | Goles |
| --------- | ------------------------------------- | ----------- | ----- |
| 1997–2002 | FC Dnipro Dnipropetrovsk              | 52          | 0     |
| 1997–2001 | → FC Dnipro-2 Dnipropetrovsk (cedido) | 40          | 2     |
| 2000–2001 | → FC Dnipro-3 Dnipropetrovsk (cedido) | 8           | 0     |
| 2002–2005 | PFC CSKA Moscow                       | 76          | 2     |
| 2005–2010 | FC Dnipro Dnipropetrovsk              | 79          | 4     |
| 2009–2010 | → Arsenal Kyiv (cedido)               | 25          | 0     |
| 2010–2012 | Arsenal Kyiv                          | 17          | 0     |
| 2012      | → FC Kryvbas Kryvyi Rih (cedido)      | 10          | 0     |
| 2012–2013 | FC Kryvbas Kryvyi Rih                 | 8           | 1     |
| 2013–2014 | FC Volyn Lutsk                        | 21          | 1     |

### Selección nacional
Formó parte de la selecciones menores de Ucrania a partir de la categoría sub-18 y participó en la Copa Mundial de Fútbol Sub-20 de 2001. Con la selección absoluta jugó en cuatro ocasiones de 2003 a 2006.

## Muerte
Bohdan Shershun murió en Bélgica el 8 de enero de 2024 a los 42 años a causa de una larga enfermedad.

## Logros
- Russian Football Premier League: 2003, 2005
- Copa de Rusia: 2002, 2005
- Supercopa de Rusia: 2004
- Copa de la UEFA: 2005